# Cratere Giselle
Giselle  è un cratere sulla superficie di Venere.